# Liste der denkmalgeschützten Objekte in Glödnitz
Die Liste der denkmalgeschützten Objekte in Glödnitz enthält die 9 denkmalgeschützten, unbeweglichen Objekte der Kärntner Gemeinde Glödnitz.

## Denkmäler
| Foto |                 | Denkmal                                                                                      | Standort                                                 | Beschreibung | Metadaten |
| ---- | --------------- | -------------------------------------------------------------------------------------------- | -------------------------------------------------------- | --- | --- |
| ja   | Datei hochladen | Pfarrhof HERIS-ID: 53749 Objekt-ID: 61775                                                    | 8.-Dezember-Straße 2 Standort KG: Glödnitz               | Der Pfarrhof mit Putzsimsen, Vollwalmdach und Erker an der Südostecke wurde im 17. Jahrhundert errichtet. Das niedrige zweite Obergeschoß diente als Speicher. | BDA-Hist.: Q38058337 Status: § 2a Stand der BDA-Liste: 2025-06-30 Name: Pfarrhof GstNr.: .12 Pfarrhof Glödnitz                                                                                        |
| ja   | Datei hochladen | Ansitz Amthof/Amthofer HERIS-ID: 86657 Objekt-ID: 100975seit 2012                            | Amthof 1 Standort KG: Glödnitz                           | Der Amthofer ist ein ehemaliges Schlösschen, das aus einem Meierhof der Gurker Herrschaft aus dem 13. Jahrhundert hervorgegangen ist. Der dreigeschoßige Bau mit Walmdach besitzt im Erdgeschoß ein Meter starke Bruchsteinmauern, die von einem mittelalterlichen Wehrbau stammen. Die über der Tür geschnitzte Jahreszahl 1521 bezieht sich auf einen Umbau. | BDA-Hist.: Q37716410 Status: Bescheid Stand der BDA-Liste: 2025-06-30 Name: Ansitz Amthof/Amthofer GstNr.: .1 Ansitz Amthof in Glödnitz                                                               |
| ja   | Datei hochladen | Ansitz Görtschacherhof/Ertlhof HERIS-ID: 86658 Objekt-ID: 100976seit 2012                    | Brenitz 12 Standort KG: Glödnitz                         | Der Görtschacherhof nordwestlich von Kleinglödnitz wurde erstmals 1211 im Zusammenhang mit dem Gurker Ministeralen Perengerus de Gorsach erwähnt. Nach 1400 besaß der Görtschacherhof die eigene Burgfriedengerechtigkeit. Heute ist der Görtschacherhof ein mächtiger Bauernhof.                                                                              | BDA-Hist.: Q37716440 Status: Bescheid Stand der BDA-Liste: 2025-06-30 Name: Ansitz Görtschacherhof/Ertlhof GstNr.: .87 Görtschacherhof Glödnitz                                                       |
| ja   | Datei hochladen | Kath. Filialkirche hl. Johannes der Täufer und ehem. Hospiz HERIS-ID: 53684 Objekt-ID: 61691 | Flattnitz 1 Standort KG: Glödnitz                        | Die Kirche stammt im Wesentlichen aus dem 14. Jahrhundert und verfügt über Wandmalereien von Anfang des 20. Jahrhunderts. | BDA-Hist.: Q1413328 Status: § 2a Stand der BDA-Liste: 2025-06-30 Name: Kath. Filialkirche hl. Johannes der Täufer und ehem. Hospiz GstNr.: .278 Filialkirche heiliger Johannes der Täufer (Flattnitz) |
| ja   | Datei hochladen | Amtsgebäude HERIS-ID: 36311 Objekt-ID: 35172                                                 | Flattnitz 3 Standort KG: Glödnitz                        | Das Amtshaus stammt wahrscheinlich aus dem 16. Jahrhundert und zählt zu den ältesten Amtshäusern Österreichs. Das teils mit Bruchsteinen, teils als Blockbau errichtete Haus besitzt ein mit Holzschindeln gedecktes Vollwalmdach. | BDA-Hist.: Q37969584 Status: Bescheid Stand der BDA-Liste: 2025-06-30 Name: Amtsgebäude GstNr.: .282 Amtsgebäude, Flattnitz 3                                                                         |
| ja   | Datei hochladen | Kath. Pfarrkirche hl. Margareta HERIS-ID: 53748 Objekt-ID: 61774                             | bei Hauptstraße 18 Standort KG: Glödnitz                 | Im Inneren der im Kern romanischen Pfarrkirche ist ein Netzgratgewölbe aus dem 16. Jahrhundert. 1993 wurden Fresken freigelegt; 2000 das Dach mit Lärchenschindeln neu gedeckt. | BDA-Hist.: Q2082644 Status: § 2a Stand der BDA-Liste: 2025-06-30 Name: Kath. Pfarrkirche hl. Margareta GstNr.: .5/1 Pfarrkirche Glödnitz                                                              |
| ja   | Datei hochladen | Karner HERIS-ID: 86655 Objekt-ID: 100973                                                     | bei Hauptstraße 18 Standort KG: Glödnitz                 | Die oberste Etage des runden Turms diente als Wehrgeschoß, im untersten Geschoß ist ein Beinhaus. | BDA-Hist.: Q63986350 Status: § 2a Stand der BDA-Liste: 2025-06-30 Name: Karner GstNr.: .5/2 Pfarrkirche Glödnitz - Karner                                                                             |
| ja   | Datei hochladen | Wehrmauer des Wehrkirchhofes HERIS-ID: 86656 Objekt-ID: 100974                               | Standort KG: Glödnitz                                    | In der hohen, gut erhaltenen Wehrmauer aus dem 15. Jahrhundert um die Kirche sind zahlreiche Schießscharten. | BDA-Hist.: Q37716387 Status: § 2a Stand der BDA-Liste: 2025-06-30 Name: Wehrmauer des Wehrkirchhofes GstNr.: 1 Pfarrkirche Glödnitz - Wehrmauer                                                       |
| ja   | Datei hochladen | Kath. Filialkirche hl. Johann (Hannser-Kirche) HERIS-ID: 58029 Objekt-ID: 68460              | südwestlich St. Johanner Straße 19 Standort KG: Glödnitz | Die kleine romanische Filialkirche weist eine Einrichtung aus dem 16./17. Jahrhundert auf. | BDA-Hist.: Q1576589 Status: § 2a Stand der BDA-Liste: 2025-06-30 Name: Kath. Filialkirche hl. Johann (Hannser-Kirche) GstNr.: .92 Hannser-Kirche                                                      |